# 크레이그 셰퍼
크레이그 셰퍼(Craig Eric Sheffer, 1960년 4월 23일 ~ )는 미국의 배우이다.

## 작품 목록
- 흐르는 강물처럼 - 노먼 맥클레인 역
- 데몰리션 맨 (기획)
- 프로그램 - 조 케인 역
- 트래비의 실종
- 파이어 아마존
- 야생화
- 용기의 날개
- 기병대의 비밀
- 헬레이저5
- 위도우스 포인트: 저주받은 등대 - 토머스 리빙스턴 역